# Episodi di Close to Home - Giustizia ad ogni costo (prima stagione)
La prima stagione della serie televisiva Close to Home - Giustizia ad ogni costo, composta da 22 episodi, è stata trasmessa in prima visione assoluta negli Stati Uniti d'America sul canale CBS dal 4 ottobre 2005 al 19 maggio 2006.
In Italia viene trasmessa su Rai 2 dall'11 giugno al 20 luglio 2007 con due episodi a settimana.
| nº | Titolo originale         | Titolo italiano                | Prima TV USA     | Prima TV Italia |
| -- | ------------------------ | ------------------------------ | ---------------- | --------------- |
| 1  | Pilot                    | Ritorno al lavoro              | 4 ottobre 2005   | 11 giugno 2007  |
| 2  | Miranda                  | Il rapimento                   | 11 ottobre 2005  | 11 giugno 2007  |
| 3  | Suburban Prostitution    | La signora della porta accanto | 18 ottobre 2005  | 18 giugno 2007  |
| 4  | Divine Directions        | Indicazioni divine             | 25 ottobre 2005  | 18 giugno 2007  |
| 5  | Romeo and Juliet Murders | Festa da sballo                | 1º novembre 2005 | 25 giugno 2007  |
| 6  | Parents on Trial         | Genitori alla sbarra           | 11 novembre 2005 | 25 giugno 2007  |
| 7  | Double Life Wife         | Doppia vita                    | 18 novembre 2005 | 2 luglio 2007   |
| 8  | Under Threat             | La paura del testimone         | 25 novembre 2005 | 2 luglio 2007   |
| 9  | Meth Murders             | Il bersaglio                   | 9 dicembre 2005  | 9 luglio 2007   |
| 10 | Baseball Murder          | Partita di baseball            | 16 dicembre 2005 | 9 luglio 2007   |
| 11 | The Good Doctor          | Taglio netto                   | 6 gennaio 2006   | 16 luglio 2007  |
| 12 | Privilege                | Una scelta combattuta          | 13 gennaio 2006  | 16 luglio 2007  |
| 13 | The Rapist Next Door     | Reo confesso                   | 27 gennaio 2006  | 23 luglio 2007  |
| 14 | Dead or Alive            | L’uomo invisibile              | 3 febbraio 2006  | 23 luglio 2007  |
| 15 | Reasonable Doubts        | Ragionevoli dubbi              | 3 marzo 2006     | 30 luglio 2007  |
| 16 | Escape                   | Evasione                       | 10 marzo 2006    | 30 luglio 2007  |
| 17 | Land of Opportunity      | La terra dell'opportunità      | 31 marzo 2006    | 6 agosto 2007   |
| 18 | Still a Small Town       | Amicizie al veleno             | 7 aprile 2006    | 6 agosto 2007   |
| 19 | Sex, Toys and Videotape  | Vigilia di nozze               | 28 aprile 2006   | 13 agosto 2007  |
| 20 | The Shot                 | Lo sparo                       | 5 maggio 2006    | 13 agosto 2007  |
| 21 | David and Goliath        | Davide e Golia                 | 12 maggio 2006   | 20 agosto 2007  |
| 22 | Hot Grrrl                | Tutto per Amanda               | 19 maggio 2006   | 20 agosto 2007  |